# Machimus sadyates
Machimus sadyates är en tvåvingeart som först beskrevs av Walker 1849.  Machimus sadyates ingår i släktet Machimus och familjen rovflugor. Inga underarter finns listade i Catalogue of Life.